# Veřejná funkce
Veřejná funkce je vykonávána ve veřejném zájmu. V českém právu se jí rozumí funkce, která je vymezena funkčním nebo časovým obdobím a která je obsazována na základě přímé nebo nepřímé volby, případně jmenováním. Pouze malá část veřejných funkcí je vykonávána přímo v pracovním poměru, naprostá většina je vykonávána zároveň vedle něj. V takovém případě však zaměstnanci náleží po nezbytně nutnou dobu výkonu veřejné funkce (např. člena obecního zastupitelstva nebo přísedícího u soudu) neplacené pracovní volno, nelze mu v tomto období dát výpověď a po návratu má být zařazen na své původní místo.
Zákoník práce za výkon veřejné funkce v ustanovení § 201 pouze příkladmo uvádí výkon funkce poslance, senátora, člena obecního nebo krajského zastupitelstva nebo výkon funkce přísedícího. Dále jím je výkon funkce soudce obecného soudu nebo Ústavního soudu a veřejného ochránce práv. Ve veřejné funkci jsou i členové různých rad, např. Ústavu pro studium totalitních režimů, České televize, Českého rozhlasu nebo Rady pro rozhlasové a televizní vysílání.